# Thunbergia atriplicifolia
Thunbergia atriplicifolia là một loài thực vật có hoa trong họ Ô rô. Loài này được E. Mey. ex Nees miêu tả khoa học đầu tiên năm 1847.